# ASPTT Mulhouse

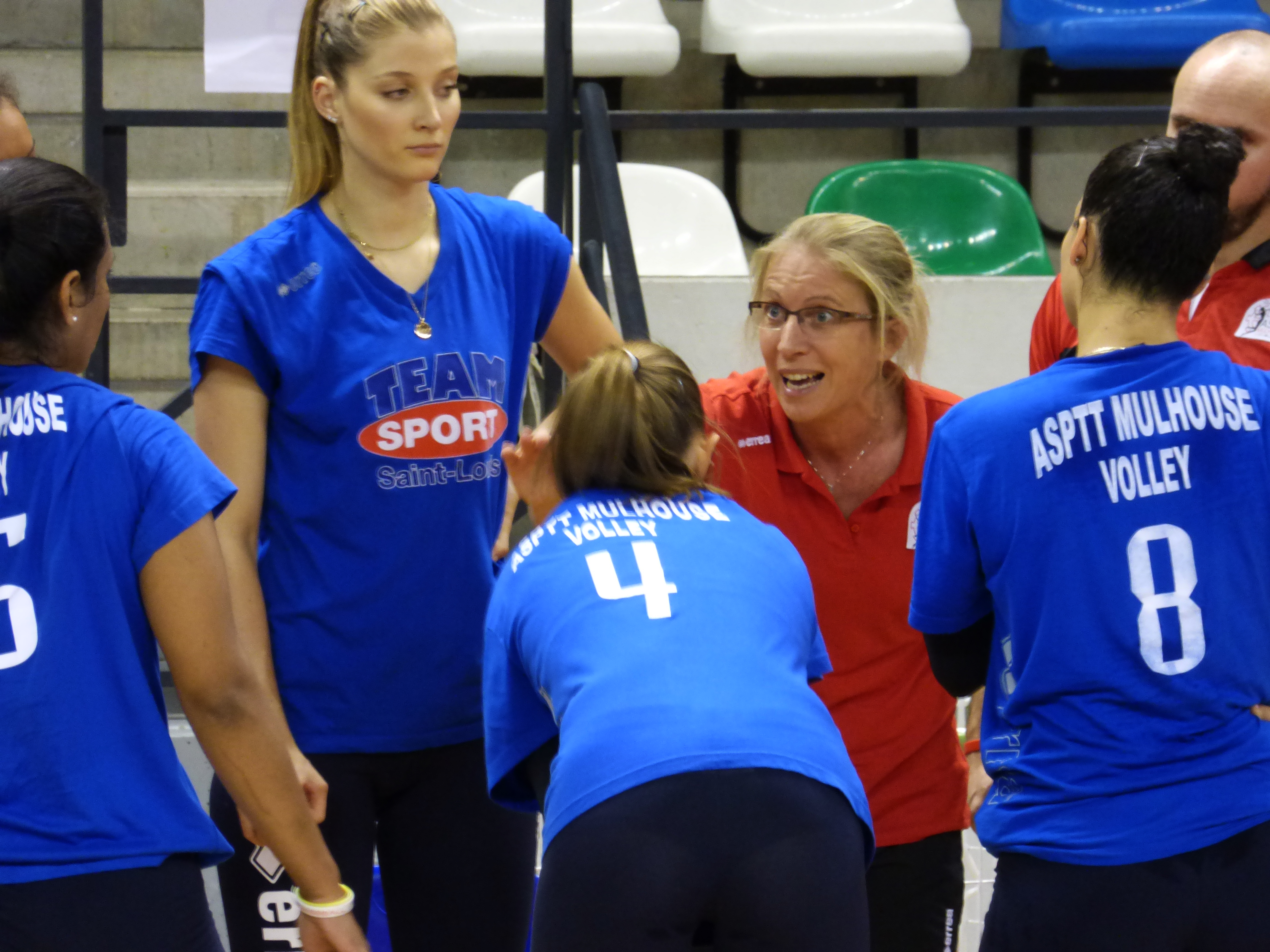
Magali Magail trenerką ASPTT Mulhouse w latach 2004-2019

ASPTT Mulhouse – francuski, żeński klub siatkarski; powstał w 1974 roku z siedzibą w Miluzie. Od 1991 roku klub regularnie występuje we francuskiej Pro A.
W latach 2009–2011 w klubie występowała Dominika Sieradzan. Oraz w latach 2009-2013 zawodniczką w drużynie była Anna Rybaczewski, zaś w latach 2006-2013 w charakterze asystentki trenera była Teresa Worek.
Od sezonu 2022/2023 klub nosi nazwę Volley Mulhouse Alsace.

## Sukcesy
Mistrzostwo Francji:
- 2017, 2021
- 1998, 1999, 2007, 2008, 2009, 2010, 2011, 2012, 2022[2], 2023[3]
- 1993, 1994, 1997, 2003, 2013

Puchar CEV:
- 1998

Superpuchar Francji:
- 2017, 2021[4], 2022[5]

Puchar Francji:
- 2021, 2025[6]

## Europejskie puchary
| Sezon     | Europejskie puchary          | Osiągnięcie     |
| --------- | ---------------------------- | --------------- |
| 1993/1994 | Puchar CEV                   | 1/4 finału      |
| 1997/1998 | Puchar CEV                   | 3. miejsce      |
| 1998/1999 | Puchar CEV                   | 1/8 finału      |
| 1999/2000 | Puchar CEV                   | 1/8 finału      |
| 2000/2001 | Puchar Top Teams             | ćwierćfinał     |
| 2002/2003 | Puchar CEV                   | 1/8 finału      |
| 2003/2004 | Puchar CEV                   | faza grupowa    |
| 2005/2006 | Puchar CEV                   | faza grupowa    |
| 2007/2008 | Liga Mistrzyń                | faza grupowa    |
| 2008/2009 | Liga Mistrzyń                | faza grupowa    |
| 2009/2010 | Liga Mistrzyń                | faza grupowa    |
| 2010/2011 | Liga Mistrzyń                | faza grupowa    |
| 2010/2011 | Puchar CEV                   | runda challenge |
| 2011/2012 | Liga Mistrzyń                | faza grupowa    |
| 2011/2012 | Puchar CEV                   | runda challenge |
| 2012/2013 | Liga Mistrzyń                | faza grupowa    |
| 2013/2014 | Puchar CEV                   | 1/16 finału     |
| 2013/2014 | Puchar Challenge             | półfinał        |
| 2014/2015 | Puchar Challenge             | 1/16 finału     |
| 2016/2017 | Puchar Challenge             | 1/16 finału     |
| 2017/2018 | Liga Mistrzyń                | faza grupowa    |
| 2018/2019 | Liga Mistrzyń – kwalifikacje | III runda       |
| 2018/2019 | Puchar CEV                   | 1/4 finału      |
| 2019/2020 | Puchar CEV                   | 1/16 finału     |
| 2020/2021 | Liga Mistrzyń                | faza grupowa    |
| 2021/2022 | Liga Mistrzyń                | faza grupowa    |
| 2022/2023 | Liga Mistrzyń                | faza grupowa    |
| 2022/2023 | Puchar CEV                   | ćwierćfinał     |
| 2023/2024 | Liga Mistrzyń                | faza grupowa    |
| 2024/2025 | Puchar CEV                   | 1/8 finału      |

## Kadra

### Sezon 2022/2023[7]
- Trener:  François Salvagni

| Nr | Imię i nazwisko               | Data ur. | Wzrost | Pozycja      |
| -- | ----------------------------- | -------- | ------ | ------------ |
| 1  | Hélène Rousseaux-Feray        | 1991     | 188    | przyjmująca  |
| 2  | Christelle Tchoudjang-Nana    | 1989     | 184    | atakująca    |
| 3  | Julie Oliveira Souza          | 1995     | 194    | atakująca    |
| 4  | Julia Casadei                 | 2004     | 168    | libero       |
| 5  | Silke van Avermaet            | 1999     | 192    | środkowa     |
| 6  | Myriam Mebarek                | 2002     | 162    | rozgrywająca |
| 7  | Emeline Kalt                  | 2003     | 178    | rozgrywająca |
| 8  | Eléonore Zakel                | 2004     | 186    | przyjmująca  |
| 9  | Léa Soldner                   | 1996     | 174    | libero       |
| 10 | Luckresse Noumssi             | 2003     | 177    | środkowa     |
| 11 | Ajla Paradžik                 | 1994     | 190    | środkowa     |
| 12 | Anna Haak                     | 1996     | 179    | przyjmująca  |
| 13 | Milica Kostović               | 2001     | 180    | atakująca    |
| 14 | Victoria Mayer                | 2001     | 177    | rozgrywająca |
| 15 | Marieta Katsaru Lavaire       | 2003     | 187    | przyjmująca  |
| 16 | Léandra Olinga-Andela         | 1997     | 184    | środkowa     |
| 17 | Dana Schmit                   | 1997     | 178    | rozgrywająca |
| 18 | Malia Moleana                 | 2004     | 190    | atakująca    |
| 19 | Melissa Vasi                  | 2004     | 184    | przyjmująca  |
| 20 | Amanda Coneo                  | 1996     | 177    | przyjmująca  |
| 21 | Winnie Maéva Monkam Tchokonte | 2005     | 178    | środkowa     |

### Sezon 2021/2022[8]
- Trener:  François Salvagni

| Nr | Imię i nazwisko                | Data ur. | Wzrost | Pozycja      |
| -- | ------------------------------ | -------- | ------ | ------------ |
| 1  | Guewe Diouf                    | 2002     | 182    | przyjmująca  |
| 2  | Myriam Mebarek                 | 2002     | 162    | rozgrywająca |
| 3  | Megan Viggars                  | 1994     | 183    | rozgrywająca |
| 4  | Ivana Vanjak (do 28.12.2021)   | 1995     | 193    | przyjmująca  |
| 5  | Silke van Avermaet             | 1999     | 192    | środkowa     |
| 6  | Manon Jaegy                    | 2001     | 164    | libero       |
| 7  | Georgia Lamprusi               | 1993     | 184    | środkowa     |
| 8  | Kimberly Drewniok              | 1997     | 188    | atakująca    |
| 9  | Léa Soldner                    | 1996     | 174    | libero       |
| 10 | Pia Kästner                    | 1998     | 182    | rozgrywająca |
| 11 | Jelena Novaković               | 1996     | 190    | atakująca    |
| 12 | Anna Haak                      | 1996     | 179    | przyjmująca  |
| 13 | Milica Kostović                | 2001     | 180    | atakująca    |
| 15 | Marieta Katsaru Lavaire        | 2003     | 187    | przyjmująca  |
| 16 | Léandra Olinga-Andela          | 1997     | 184    | środkowa     |
| 17 | Tiphaine Henry (do 06.01.2022) | 2002     | 188    | środkowa     |
| 17 | Yossiana Breann Pressley       | 1999     | 183    | przyjmująca  |
| 19 | Emeline Kalt                   | 2003     | 178    | rozgrywająca |
| 20 | Amanda Coneo                   | 1996     | 177    | przyjmująca  |

### Sezon 2020/2021[9]
- Trener:  François Salvagni

| Nr | Imię i nazwisko                 | Data ur. | Wzrost | Pozycja      |
| -- | ------------------------------- | -------- | ------ | ------------ |
| 1  | Héléna Cazaute                  | 1997     | 183    | przyjmująca  |
| 3  | Megan Viggars                   | 1994     | 183    | rozgrywająca |
| 4  | Ivana Vanjak                    | 1995     | 193    | przyjmująca  |
| 5  | Tessa Polder                    | 1997     | 190    | środkowa     |
| 6  | Manon Jaegy                     | 2001     | 164    | libero       |
| 7  | Georgia Lamprusi                | 1993     | 184    | środkowa     |
| 8  | Léanor Henni                    | 2003     | 183    | przyjmująca  |
| 9  | Léa Soldner                     | 1996     | 174    | libero       |
| 10 | Madison Bugg                    | 1994     | 183    | rozgrywająca |
| 11 | Jelena Novaković                | 1996     | 190    | atakująca    |
| 12 | Anna Haak                       | 1996     | 179    | przyjmująca  |
| 13 | Laetitia Crescence Moma Bassoko | 1993     | 184    | przyjmująca  |
| 14 | Anna Manzanero                  | 2001     | 183    | przyjmująca  |
| 16 | Léandra Olinga-Andela           | 1997     | 184    | środkowa     |
| 17 | Andra Maria Artin               | 2000     | 182    | przyjmująca  |
| 18 | Julia Casadei                   | 2004     | 168    | libero       |
| 19 | Emeline Kalt                    | 2003     | 178    | rozgrywająca |
| 20 | Christina Bauer                 | 1988     | 196    | środkowa     |

### Sezon 2019/2020[10]
- Trener:  François Salvagni

| Nr | Imię i nazwisko                 | Data ur. | Wzrost | Pozycja      |
| -- | ------------------------------- | -------- | ------ | ------------ |
| 1  | Héléna Cazaute                  | 1997     | 183    | przyjmująca  |
| 2  | Elyssa Lajmi                    | 2002     | 178    | przyjmująca  |
| 3  | Olha Tracz                      | 1988     | 188    | środkowa     |
| 4  | Carli Snyder                    | 1996     | 185    | przyjmująca  |
| 5  | Laura Künzler                   | 1996     | 188    | przyjmująca  |
| 6  | Manon Jaegy                     | 2001     | 164    | libero       |
| 8  | Indy Baijens                    | 2001     | 193    | środkowa     |
| 9  | Léa Soldner                     | 1996     | 174    | libero       |
| 10 | Madison Bugg                    | 1994     | 183    | rozgrywająca |
| 11 | Katarina Budrak                 | 1998     | 195    | przyjmująca  |
| 13 | Laetitia Crescence Moma Bassoko | 1993     | 184    | przyjmująca  |
| 14 | Aurélia Ebatombo                | 1998     | 184    | przyjmująca  |
| 15 | Bernarda Brčić                  | 1991     | 192    | rozgrywająca |
| 16 | Léandra Olinga-Andela           | 1997     | 184    | środkowa     |
| 17 | Andra Maria Artin               | 2000     | 182    | przyjmująca  |
| 20 | Tiphaine Henry                  | 2002     | 188    | środkowa     |

### Sezon 2018/2019[11]
- Trener:  Magali Magail

| Nr | Imię i nazwisko         | Data ur. | Wzrost | Pozycja      |
| -- | ----------------------- | -------- | ------ | ------------ |
| 1  | Bojana Celić            | 1990     | 178    | przyjmująca  |
| 2  | Alexandra Frantti       | 1996     | 185    | przyjmująca  |
| 3  | Olha Tracz              | 1988     | 188    | środkowa     |
| 4  | Carli Snyder            | 1996     | 185    | przyjmująca  |
| 5  | Ciara Michel            | 1985     | 195    | środkowa     |
| 6  | Raymariely Santos Perez | 1992     | 183    | rozgrywająca |
| 7  | Manon Jaegy             | 2001     | 164    | libero       |
| 8  | Lisa Jeanpierre         | 1999     | 183    | przyjmująca  |
| 9  | Léa Soldner             | 1996     | 174    | libero       |
| 10 | Hayley Spelman          | 1991     | 203    | atakująca    |
| 11 | Katarina Budrak         | 1998     | 195    | przyjmująca  |
| 12 | Atina Papafotiu         | 1989     | 181    | rozgrywająca |
| 13 | Elyssa Lajmi            | 2002     | 178    | przyjmująca  |
| 14 | Aurélia Ebatombo        | 1998     | 184    | przyjmująca  |
| 16 | Léandra Olinga-Andela   | 1997     | 184    | środkowa     |
| 17 | Laura Dreyer            | 1999     | 177    | środkowa     |

### Sezon 2017/2018
- Trener:  Magali Magail

- 1.  Bojana Marković
- 2.  Alexa Marie Dannemiller
- 3.  Olha Tracz
- 4.  Britt Herbots
- 5.  Ciara Michel
- 6.  Manon Jaegy
- 7.  Aziliz Divoux
- 8.  Lisa Jeanpierre
- 9.  Léa Soldner
- 10.  Hayley Spelman
- 11.  Michaela Abrhámová
- 12.  Katarina Budrak
- 13.  Lara Davidović
- 20.  Carla Rueda

### Sezon 2016/2017
- Trener:  Magali Magail

- 1.  Bojana Marković
- 3.  Olha Tracz
- 4.  Angie Bland
- 6.  Manon Jaegy
- 7.  Astrid Souply
- 8.  Daly Santana
- 9.  Léa Soldner
- 10.  Maëva Orlé
- 11.  Kristy Lynn Schmieder
- 12.  Atina Papafotiou
- 13.  Lara Davidović
- 15.  María Alejandra Marín
- 16.  Alina Ilie
- 17.  Laura Dreyer

### Sezon 2015/2016
- Trener:  Magali Magail

- 1.  Bojana Marković
- 2.  Julija Fierulik
- 3.  Olha Tracz
- 4.  Marta Biedziak
- 5.  Marielle Bousquet-Rollet
- 7.  Astrid Souply
- 9.  Léa Soldner
- 10.  Maëva Orlé
- 12.  Athina Papafotiou
- 13.  Lara Davidović
- 14.  Karla Klarić
- 16.  Alina Ilie
- 17.  Laura Dreyer
- 18.  Margaux Koch
- 19.  Léa Enderlin

### Sezon 2014/2015
- Trener:  Magali Magail

- 1.  Tatjana Bokan
- 2.  Stephanie Niemer
- 3.  Olha Tracz
- 4.  Ana Lazarević
- 5.  Marielle Bousquet
- 6.  Léa Soldner
- 7.  Lauren Plum
- 9.  Kama Diarra
- 11.  Armelle Faesch
- 12.  Noémie Cely
- 13.  Lara Davidović
- 14.  Petja Cekowa
- 15.  Camille Gasiunas
- 16.  Alina Ilie